# 14街／第六大道車站
14街/第六大道車站（英語：14th Street / Sixth Avenue station）是美國紐約地鐵一個地下車站複合群，位於曼哈頓雀兒喜，由IRT百老匯-第七大道線、BMT卡納西線與IND第六大道線共用。設有以下列車服務：
- 1號線、2號線、F線、L線列車（任何時候停站）
- 3號線列車（任何時候停站（深夜除外））
- M線列車（僅平日停站）

此複合群亦設有通道前往紐新航港局過哈德遜河捷運的14街車站。

## 車站結構
| G                        | 街道                  | 出入口 |
| B1                       | 夾層                  | 閘機，車站詢問處，轉車層                                                                                               |
| B2 百老匯-第七大道線月台 | 南行                  | 往南碼頭（深夜時 往布魯克林學院）（克里斯多福街-謝里登廣場）                                                           |
| B2 百老匯-第七大道線月台 | 島式月台，左/右側開門 | |
| B2 百老匯-第七大道線月台 | 南行快速              | 往布魯克林學院（錢伯斯街） · 往新地段大道（除晚上外）（錢伯斯街）                                                      |
| B2 百老匯-第七大道線月台 | 北行快速              | 往241街（34街-賓州車站） · 往哈萊姆-148街 （34街-賓州車站）                                                            |
| B2 百老匯-第七大道線月台 | 島式月台，左/右側開門 | |
| B2 百老匯-第七大道線月台 | 北行                  | 往范科特蘭公園-242街（深夜時 往241街）（18街）                                                                         |
| B2 第六大道線/PATH月台   | 南行                  | 往康尼島-斯提威爾大道（西四街-華盛頓廣場） · 往中村-大都會大道（西四街-華盛頓廣場）                                    |
| B2 第六大道線/PATH月台   | 側式月台，左側開門    | |
| B2 第六大道線/PATH月台   | 側式月台，右側開門    | |
| B2 第六大道線/PATH月台   | PATH南行              | 霍博肯－33街線往霍博肯（第9街） · 雜誌廣場－33街線往雜誌廣場（第9街） · 雜誌廣場－33街線 (經霍博肯)往雜誌廣場（第9街） |
| B2 第六大道線/PATH月台   | PATH北行              | 霍博肯－33街線往33街（23街） · 雜誌廣場－33街線往33街（23街） · 雜誌廣場－33街線 (經霍博肯)往33街（23街）              |
| B2 第六大道線/PATH月台   | 側式月台，右側開門    | |
| B2 第六大道線/PATH月台   | 側式月台，左側開門    | |
| B2 第六大道線/PATH月台   | 北行                  | 往牙買加-179街（23街） · 往森林小丘-71大道（23街）                                                                     |
| B3 卡納西線月台          | 北行                  | 往第八大道（總站） |
| B3 卡納西線月台          | 島式月台，左側開門    | |
| B3 卡納西線月台          | 南行                  | 往卡納西-洛克威公園（聯合廣場）                                                                                        |
| B4                       | 南行快速              | 不停靠 |
| B4                       | 北行快速              | 不停靠 |

- IRT百老匯-第七大道線月台與其他路線月台相隔一個街區。
- IND第六大道線的快車軌道下穿複合但不屬車站一部分[4]。
- 紐新航港局運哈德遜河捷運月台位於14街車站。

## IRT百老匯-第七大道線月台
14街車站於1918年7月1日啟用，是IRT百老匯-第七大道線的一個快車地鐵站，設有兩個島式月台和四條軌道。

## IND第六大道線月台
14街車站是IND第六大道線一個慢車地鐵站，於1940年12月15日與IND第六大道線其餘由西四街-華盛頓廣場車站至47-50街-洛克斐勒中心車站一同啟用。
14街和16街都設有出入口，兩端都設有閘機。此外14街入口與PATH共用，但PATH另有閘機。幾乎不使用和暗淡的月台和軌道上面設有夾層。
車站看起有設有兩個側式月台，而且位於軌道內側。因此列車兩方向都是左側開門，在紐約市的側式月台車站來說較為罕見。多數側式月台都位於軌道外側並因而右側開門。PATH軌道和月台位於月台牆壁的另一邊，而且從車站無法看見。這意味着車站可以成為跨月台轉車站，但牆壁分隔了不同路線。
第六大道線快速軌道位於PATH軌道下方，因此亦無法在此站看見。圓形的隧道切面在此車站和23街車站下方變成方形，並有計劃興建下層月台。

## BMT卡納西線月台
第六大道車站位於BMT卡納西線，1924年6月30日作為「14街-東線」總站啟用，由第六大道下穿東河和威廉斯堡到蒙特羅斯大道和布斯威克大道。此站設有一個島式月台和兩條軌道，位於地面以下40英呎。

## 圖庫

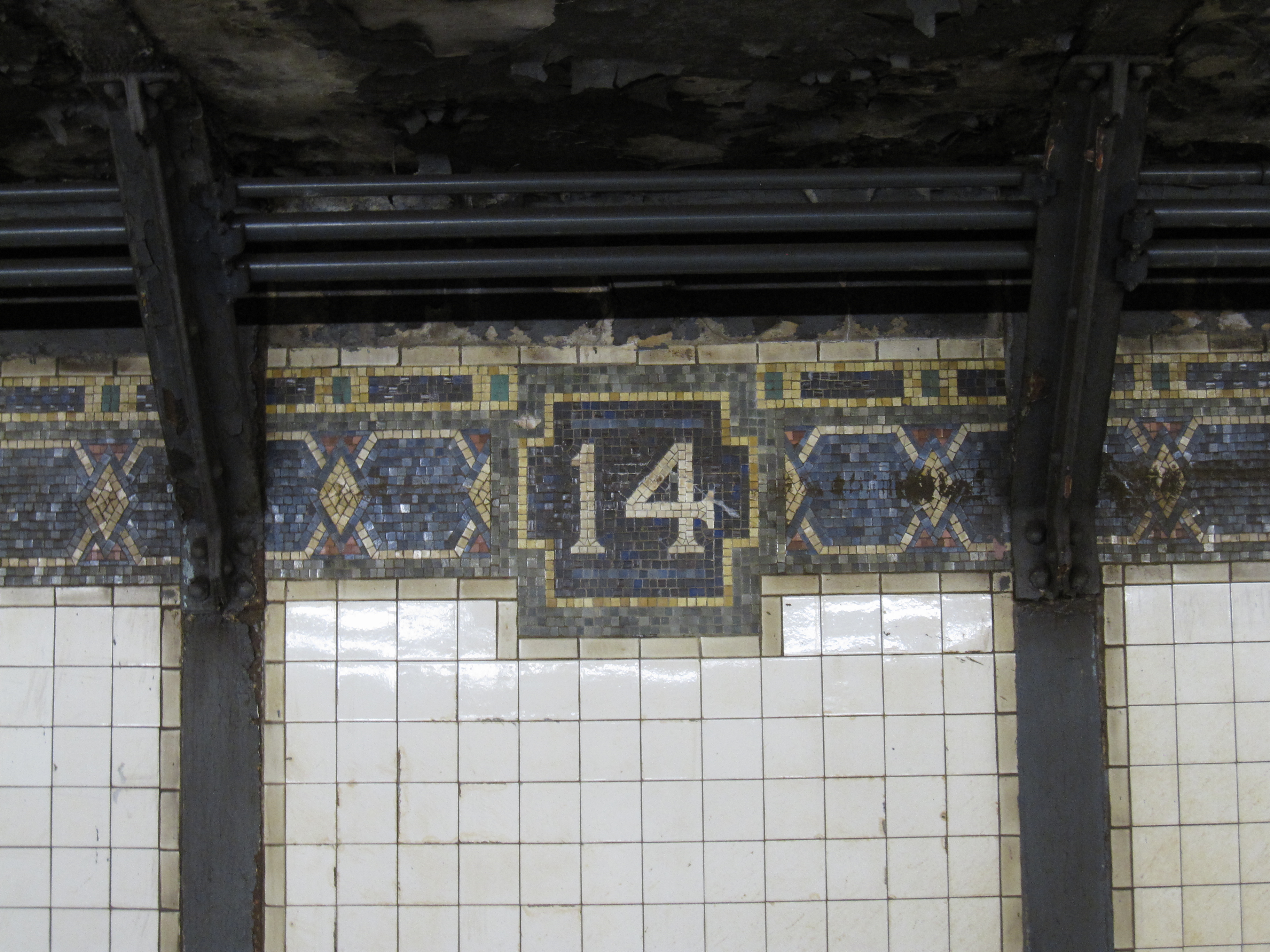
馬賽克裝飾，瓷磚上刻有「14」字樣
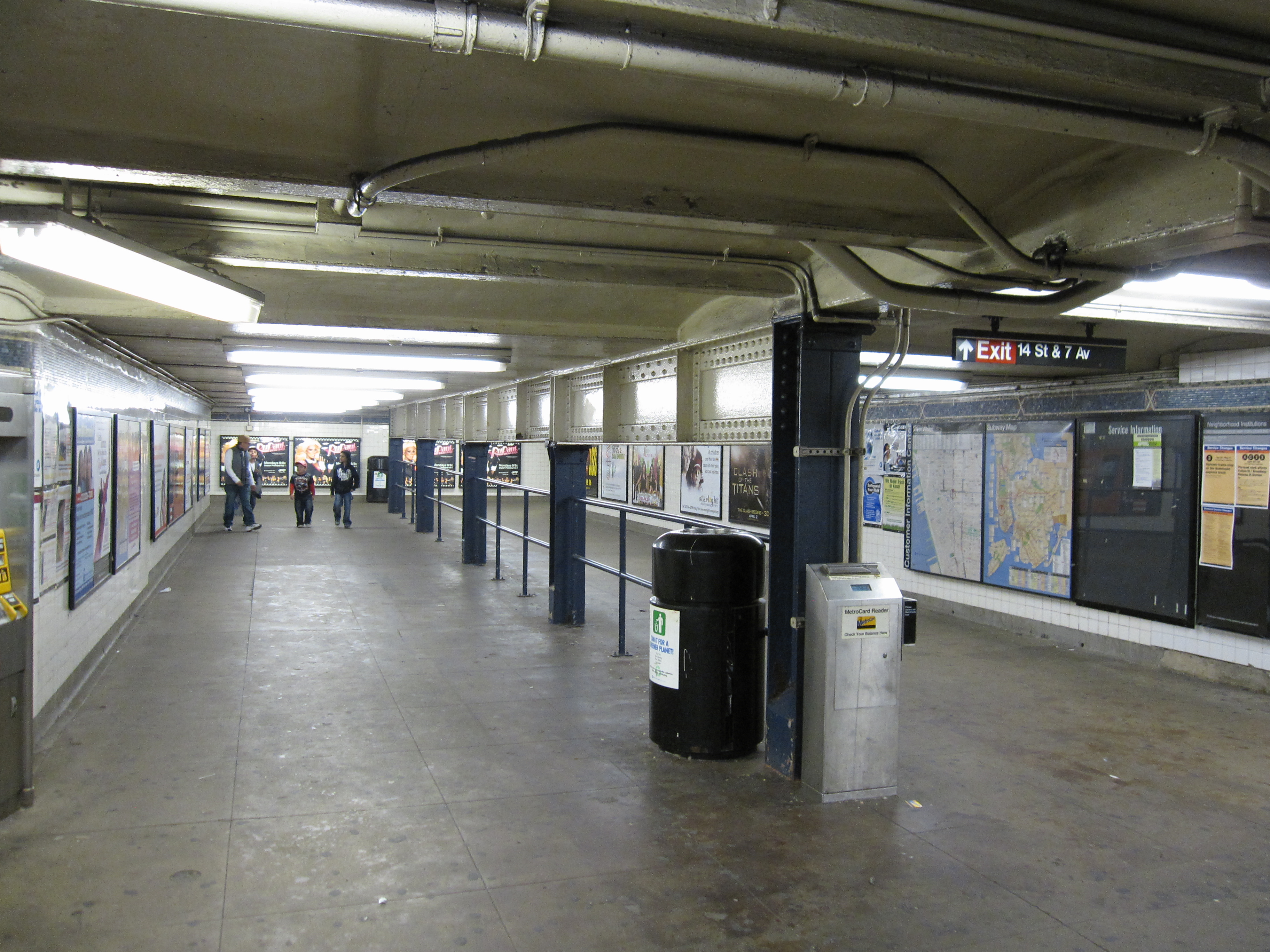
夾層
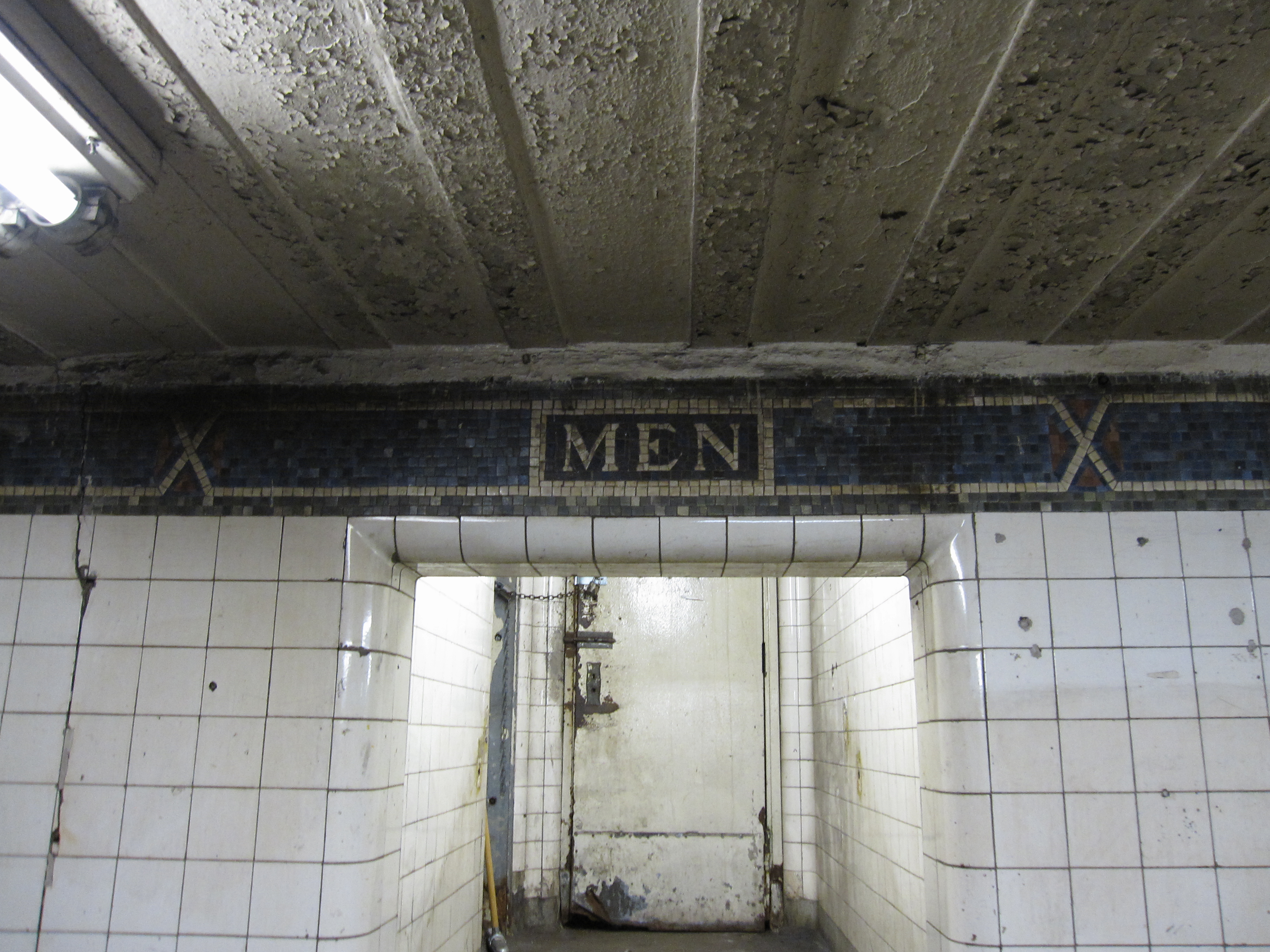
舊男廁上方的夾層
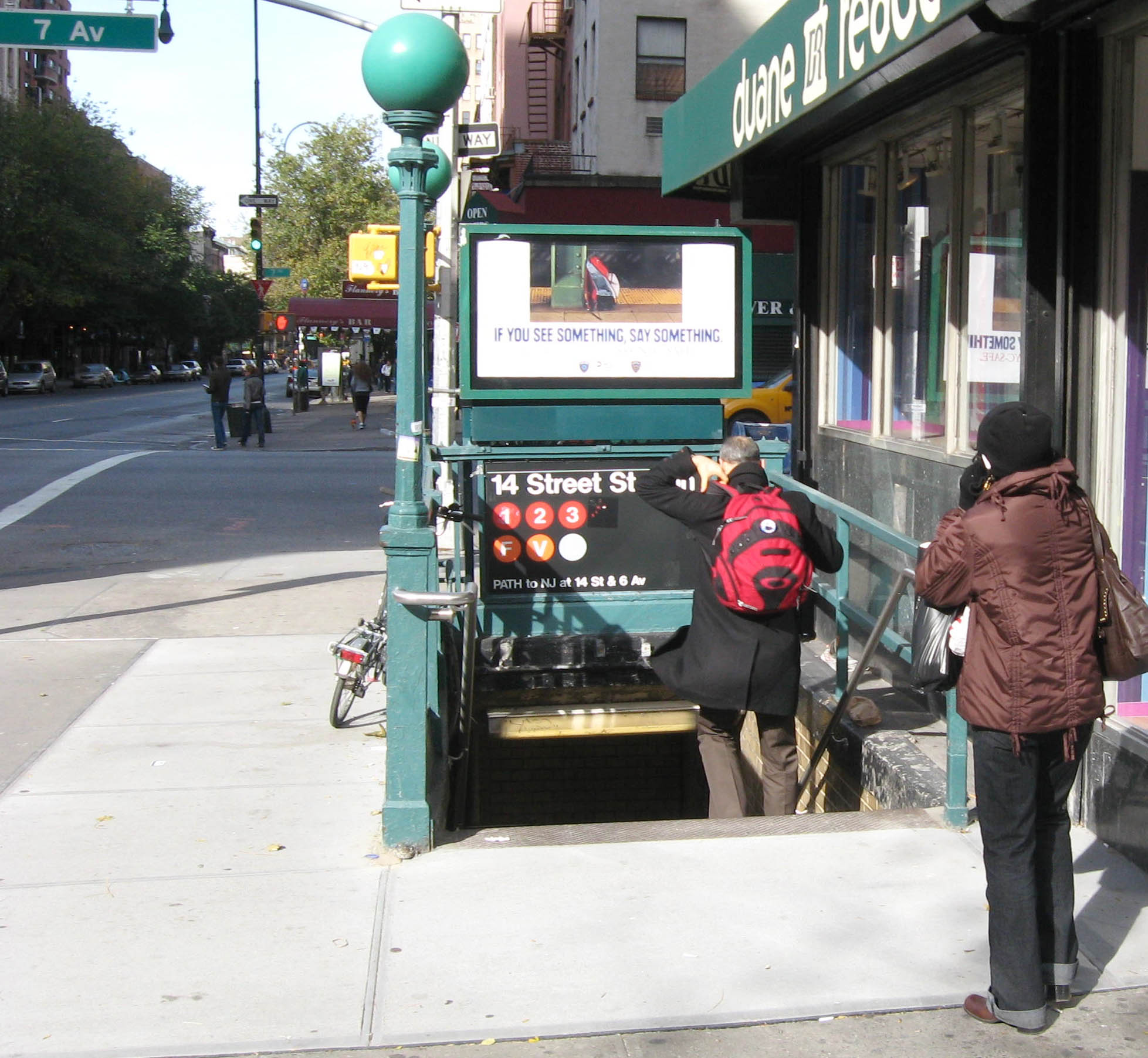
第七大道及14街西望東北角入口

## 外部連結
- nycsubway.org—IRT West Side Line: 14th Street (Seventh Avenue)
- nycsubway.org—BMT Canarsie Line: 6th Avenue
- nycsubway.org—IND 6th Avenue: 14th Street (Sixth Avenue)
- Station Reporter — 14th Street/6th and 7th Avenue Complex
- Sixth Avenue entrance from Google Maps Street View（页面存档备份，存于）
- 16th Street entrance from Google Maps Street View（页面存档备份，存于）
- 14th Street (Sixth Avenue) entrance from Google Maps Street View（页面存档备份，存于）
- 14th Street (Seventh Avenue) entrance from Google Maps Street View
- 13th Street exit only stairs from Google Maps Street View
- 12th Street entrance from Google Maps Street View
- BMT platform from Google Maps Street View （页面存档备份，存于）
- IND platform from Google Maps Street View （页面存档备份，存于）
- IRT platforms from Google Maps Street View （页面存档备份，存于）